# Audio 2 (album)
Audio 2 è il primo album in studio del gruppo musicale italiano omonimo, pubblicato il 12 novembre 1993 dalla PDU.

## Descrizione
L'album contiene 10 brani interamente composti dagli stessi Giovanni Donzelli e Vincenzo Leomporro, fra i quali i noti Sì che non sei tu, Neve e Per una virgola.

## Tracce
1. Sì che non sei tu
2. Neve
3. Audio Hall
4. Specchi riflessi
5. Per una virgola
6. Non c'è più potenziale
7. L'insonnia
8. È stereo
9. Un anno in fretta
10. Amici della terra

## Formazione
Gruppo
- Giovanni Donzelli – voce
- Vincenzo Leomporro – voce

Altri musicisti
- Sergio Farina – chitarra acustica, chitarra elettrica, chitarra classica
- Massimo Bozzi – tastiera, cori, chitarra, sassofono soprano
- Tonino Landini – chitarra
- Massimo Moriconi – basso
- Maurizio Dei Lazzaretti – batteria